# Campo de Dalías

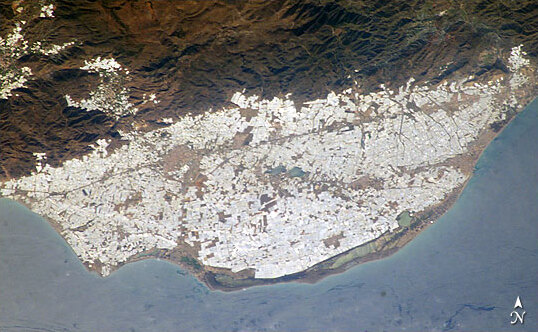
Imagen de satélite del Campo de Dalías y su "mar de plástico" formado por invernaderos.

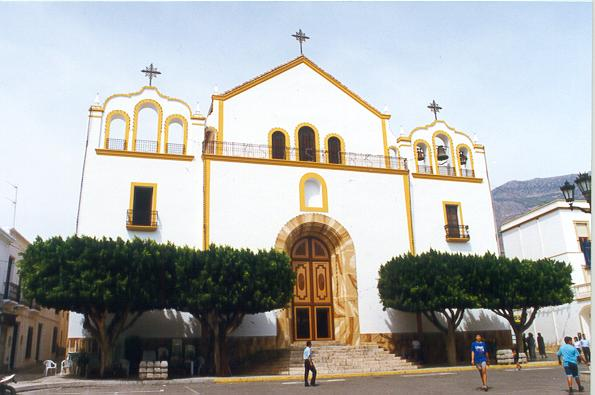
Iglesia de Dalías.

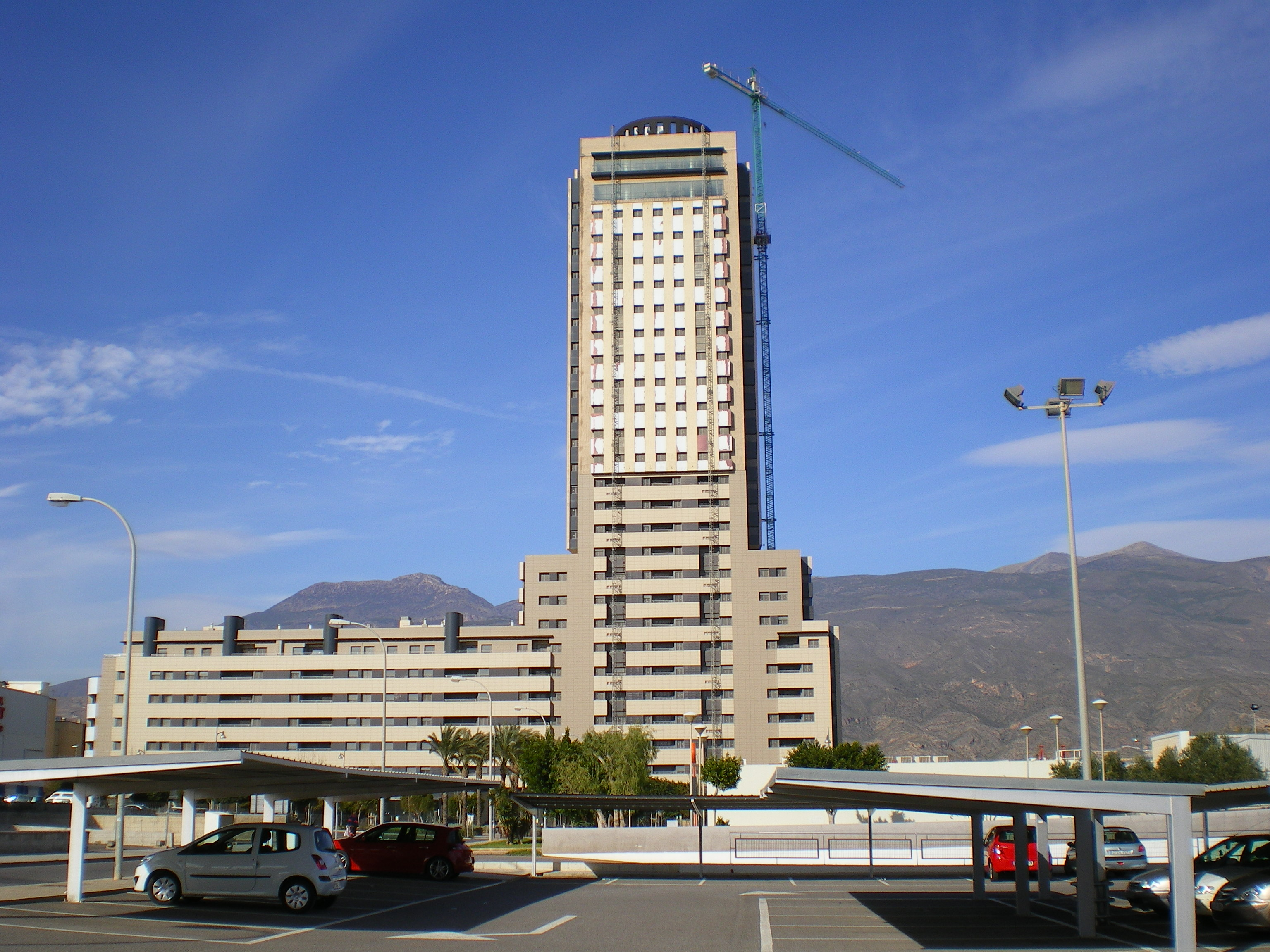
Torre Laguna, El Ejido.

El Campo de Dalías, es una comarca natural situada en el suroeste de la provincia de Almería, en la comunidad autónoma de Andalucía, España.

## Historia
A finales del siglo XIX llegó un gran impulso a la agricultura de la zona, que hasta entonces se basaba en el cultivo de cereales en secano y la ganadería caprina. Se construyó un canal desde Fuente Nueva, en Celín hasta lo que hoy se conoce como la balsa del Sapo; y la llegada del tendido eléctrico de Fuerzas Motrices del Valle de Lecrín posibilitó la excavación de multitud de nuevos pozos, buscando promocionar el cultivo de la uva y la remolacha azucarera.
Hacia 1900 se propuso la creación de una central minihidráulica aprovechando el salto de agua anteriormente citado en Fuente Nueva, que contaría con unos 400 metros de desnivel. Asimismo se utilizarían estas aguas, que se estimaban en 100 litros por segundo que brotaban del manantial, para regadío de las zonas agrícolas del campo de Dalías. En el mismo proyecto se preveía la construcción de un tranvía que conectara la zona con la capital de provincia, pero ninguna de las propuestas se llevó a cabo.
Desde los años 60,  en el Campo de Dalías, se ha desarrollado la agricultura intensiva bajo plástico más importante del planeta, con el sistema de riego por goteo que hace preservar y ahorrar los recursos hídricos de la zona, que son obtenidos principalmente de los acuíferos del Campo de Dalías que a su vez tienen origen en la cercana sierra de Gádor, el gran impulsor que desarrollo este sistema fue Agustín González Mozo, gran propietario del campo de Dalías en los años 60.
Cabe resaltar que la infraestructura agrícola es una de las pocas construcciones humanas visibles desde el espacio.